# Ambulyx johnsoni
Ambulyx johnsoni là một loài bướm đêm thuộc họ Sphingidae.

## Beskrivning

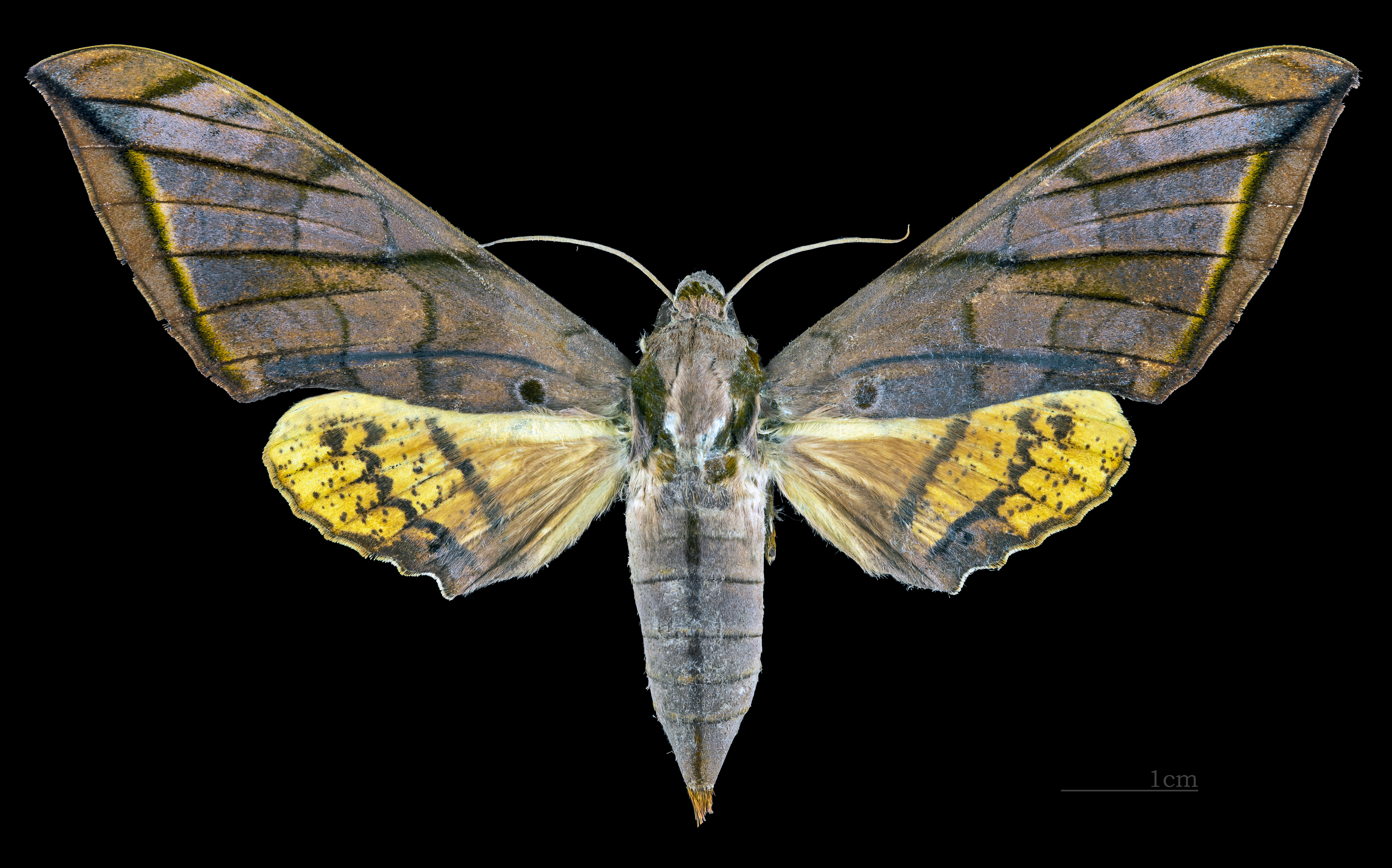
♀
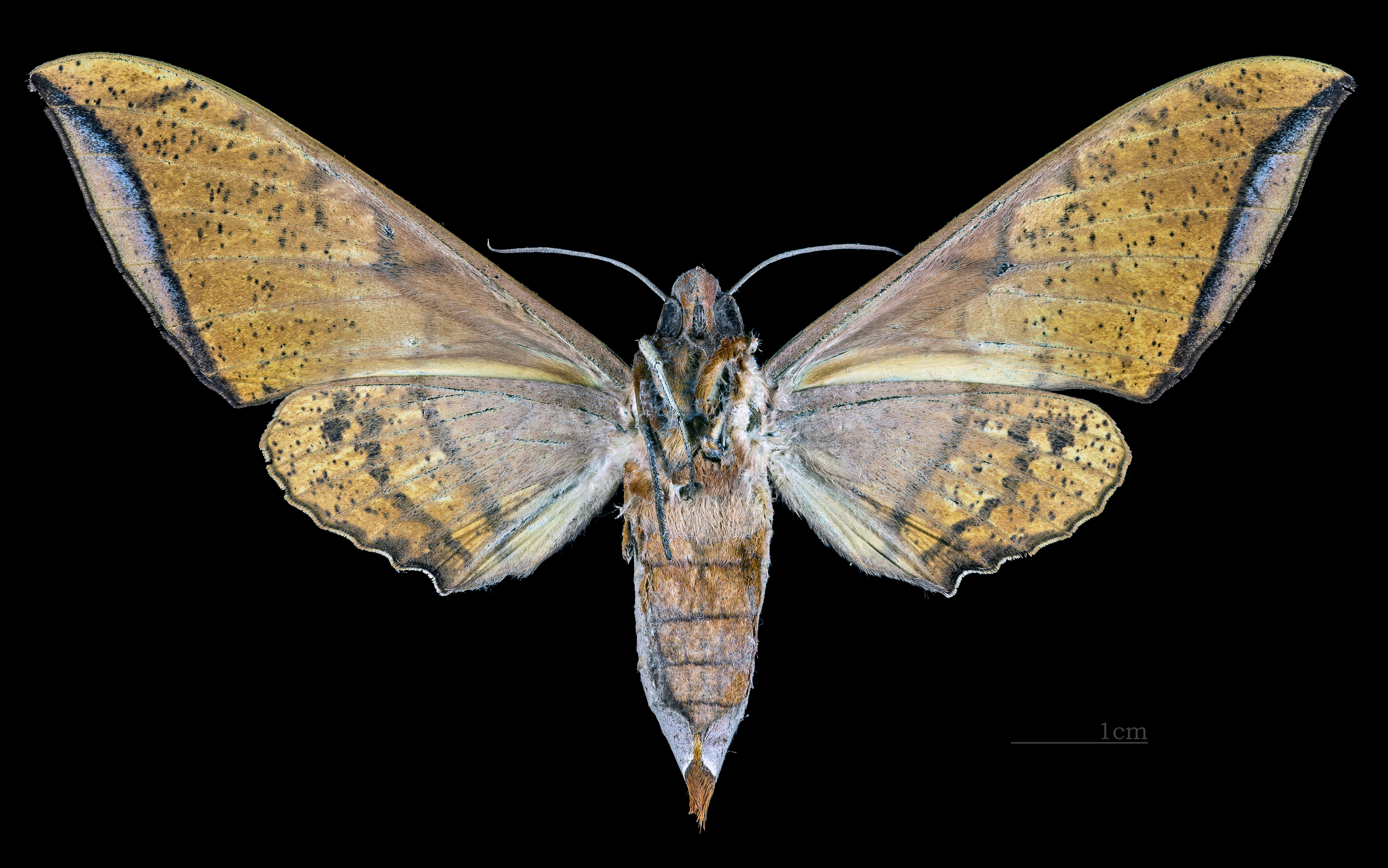
♀ △

## Phân phát
Nó được tìm thấy ở Philippines.

## miêu tả
Sải cánh dài khoảng 50 mm. Nó tương tự như Ambulyx liturata nhưng nhỏ hơn.